# Liste der Kulturgüter in Brunegg
Die Liste der Kulturgüter in Brunegg enthält alle Objekte in der Gemeinde Brunegg im Kanton Aargau, die gemäss der Haager Konvention zum Schutz von Kulturgut bei bewaffneten Konflikten, dem Bundesgesetz vom 20. Juni 2014 über den Schutz der Kulturgüter bei bewaffneten Konflikten sowie der Verordnung vom 29. Oktober 2014 über den Schutz der Kulturgüter bei bewaffneten Konflikten unter Schutz stehen.
Objekte der Kategorie A sind im Gemeindegebiet nicht ausgewiesen, Objekte der Kategorie B sind vollständig in der Liste enthalten, Objekte der Kategorie C fehlen zurzeit (Stand: 1. Januar 2023). Unter übrige Baudenkmäler sind weitere geschützte Objekte zu finden, die in der Bau- und Nutzungsordnung der Gemeinde verzeichnet und nicht bereits in der Liste der Kulturgüter enthalten sind.

## Kulturgüter
| Foto |                                                                         | Objekt                                         | Kat. | Typ | Standort                               | Beschreibung |
| ---- | ----------------------------------------------------------------------- | ---------------------------------------------- | ---- | --- | -------------------------------------- | --- |
| ja   | Datei hochladen · Wikidata zu Schloss Brunegg mit Pächterhaus (Q687290) | Schloss Brunegg mit Pächterhaus KGS-Nr.: 00097 | B    | G   | Schlossgut 1, 1.1, 1.2 658550 / 252670 | Burgähnliches Schloss am Ende eines felsigen Ausläufers des Chestenbergs. Hauptburg mit Wohntrakt aus dem 13. Jahrhundert, Gartenanlage aus dem 19. Jahrhundert und zwei Ökonomiegebäuden. |

## Übrige Baudenkmäler
| ID  | Foto |                                                         | Objekt                                     | Typ | Standort                            | Beschreibung |
| --- | ---- | ------------------------------------------------------- | ------------------------------------------ | --- | ----------------------------------- | ------------ |
| 901 | BW   | Datei hochladen                                         | Bäuerliches Wohnhaus Lindenhof (1842–1844) | G   | Hauptstrasse 15 658636 / 252211     |              |
| 902 | BW   | Datei hochladen                                         | Bäuerlicher Vielzweckbau (1813)            | G   | Steinrütistrasse 1 658848 / 252490  |              |
| 903 | BW   | Datei hochladen                                         | Gasthaus «zu den drei Sternen» (um 1840)   | G   | Hauptstrasse 3 658565 / 252140      |              |
| 906 | BW   | Datei hochladen                                         | Scheune Lindenhof (um 1800)                | G   | bei Hauptstrasse 15 658616 / 252239 |              |
| 907 | BW   | Datei hochladen                                         | Trotte Lindenhof (18. Jh.)                 | G   | Hauptstrasse 15/17 658624 / 252255  |              |
| 908 | ja   | Datei hochladen · Wikidata zu Kirche Brunegg (Q1742508) | Evangelisch-reformierte Kirche (1966/67)   | G   | Ausserdorfstrasse 658871 / 252003   |              |

Legende: Siehe Legende der Liste der Kulturgüter von nationaler und regionaler Bedeutung. Anstelle der KGS-Nummer wird als Objekt-Identifikator (ID) die Inventar- oder Gebäudenummer in der Bau- und Nutzungsordnung der Gemeinde verwendet.